# Stříbrnice (okres Přerov)
Stříbrnice (německy Silbersdorf či Strzibernitz) jsou obec ležící v okrese Přerov v Olomouckém kraji. Žije zde 249 obyvatel.

## Historie
První písemná zmínka o obci pochází z roku 1406. Původně psalo se Stříbrníci – dobyvatelé stříbra.
Obec v roce 2001 vstoupila do mikroregionu Střední Haná.
V roce 2006 při stavbě dálnice D1, v úseku Vrchoslavice – Kojetín, v k. ú. Stříbrnice, bylo odhaleno a zkoumáno 52 sídlištních objektů pozdně neolitické kultury zvoncovitých pohárů a kultury věteřovské ze starší doby bronzové, 92 hrobů lidu kultury se zvoncovitými poháry a 6 hrobů lidu kultury se šňůrovou keramikou.

## Galerie

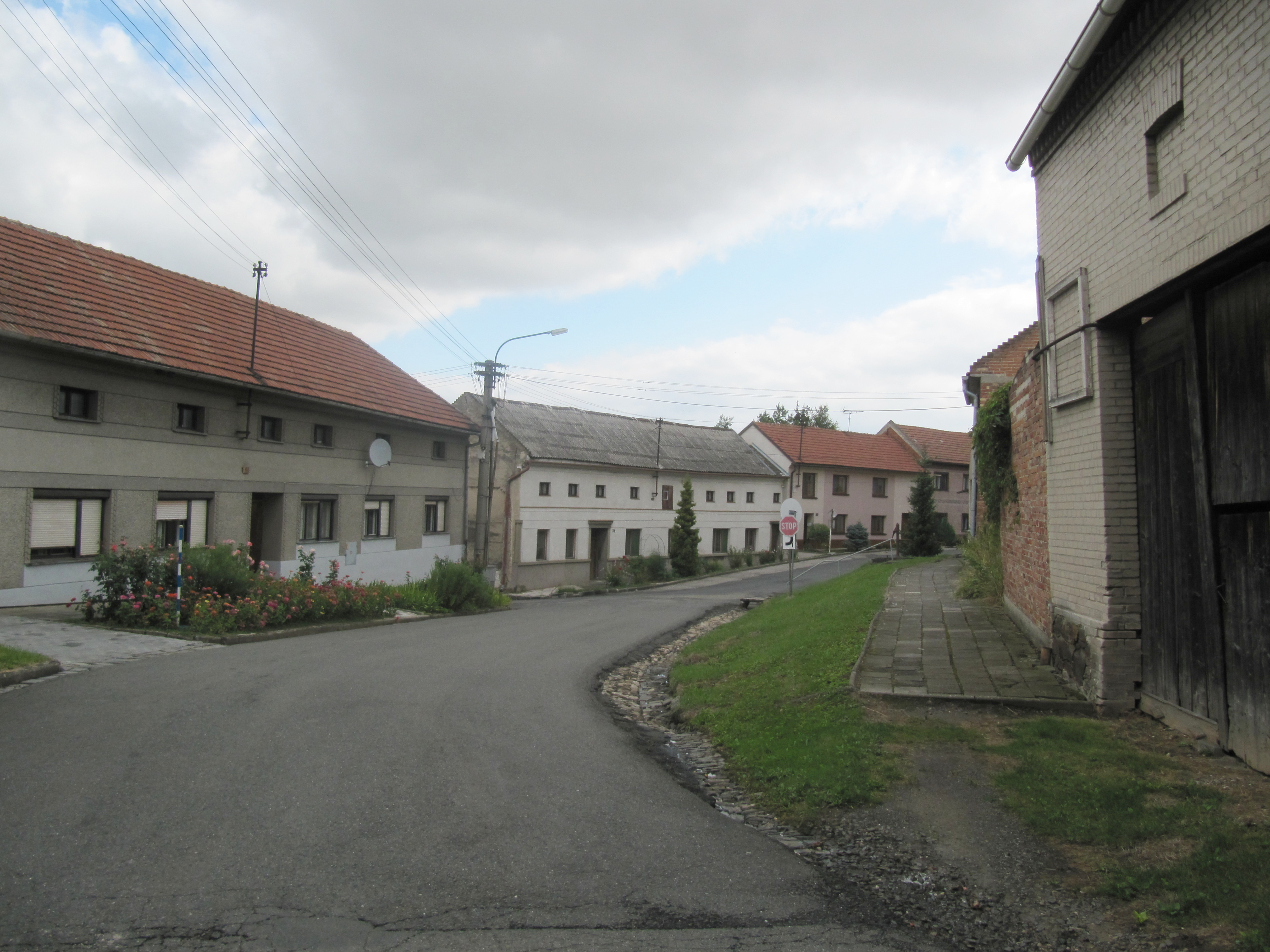
Ulice
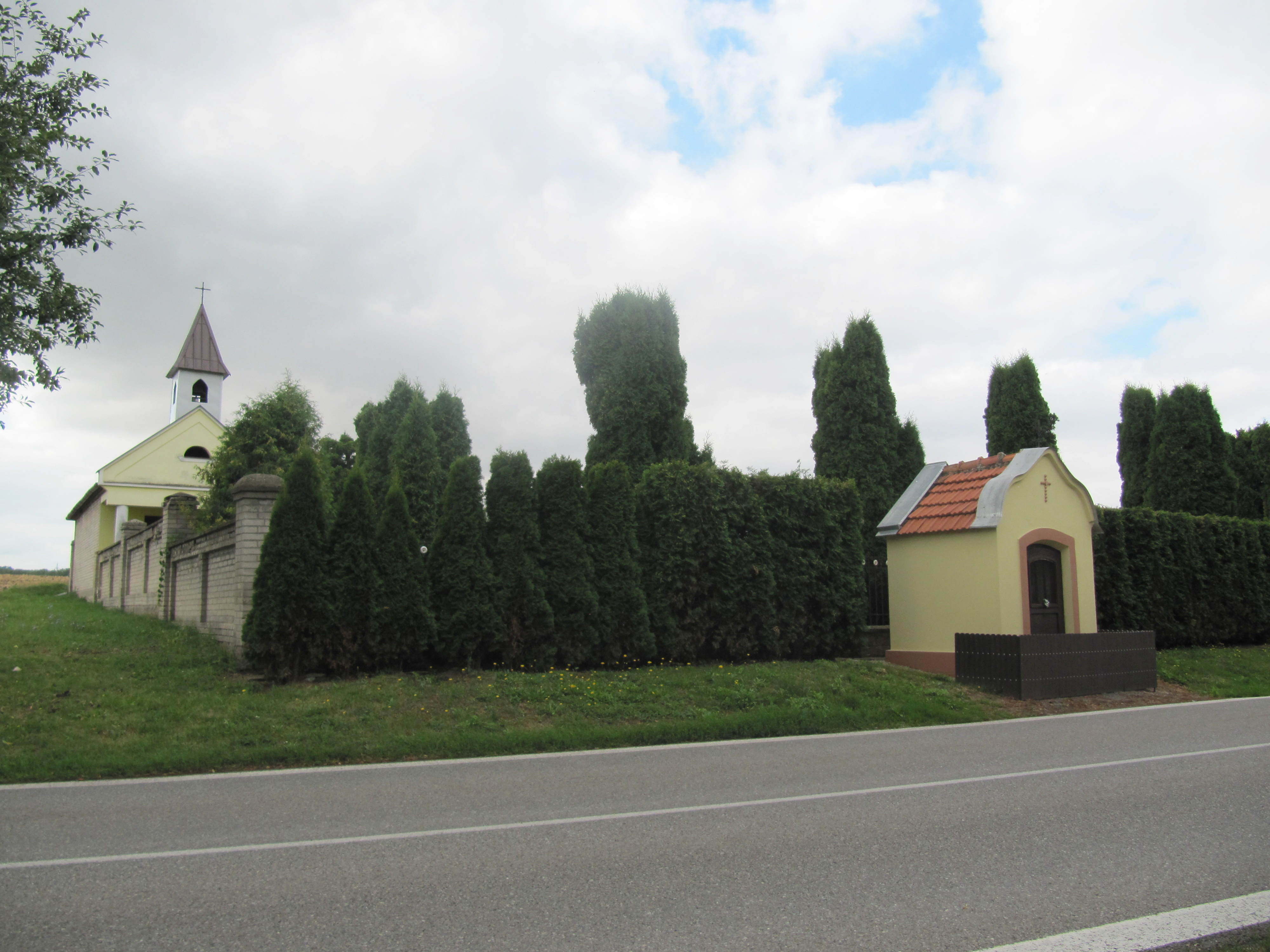
Kaple a hřbitov
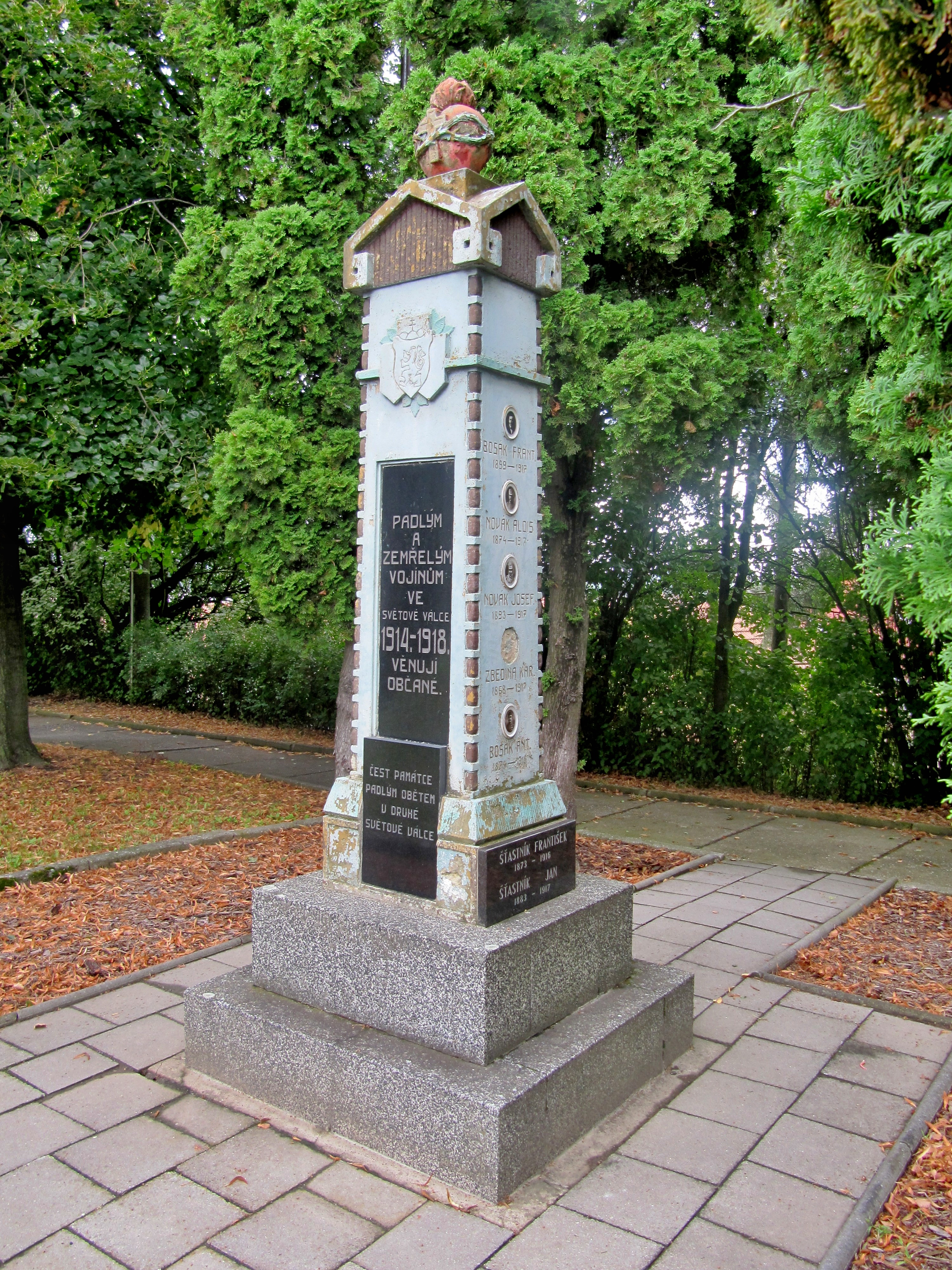
Pomník obětem I. sv. války
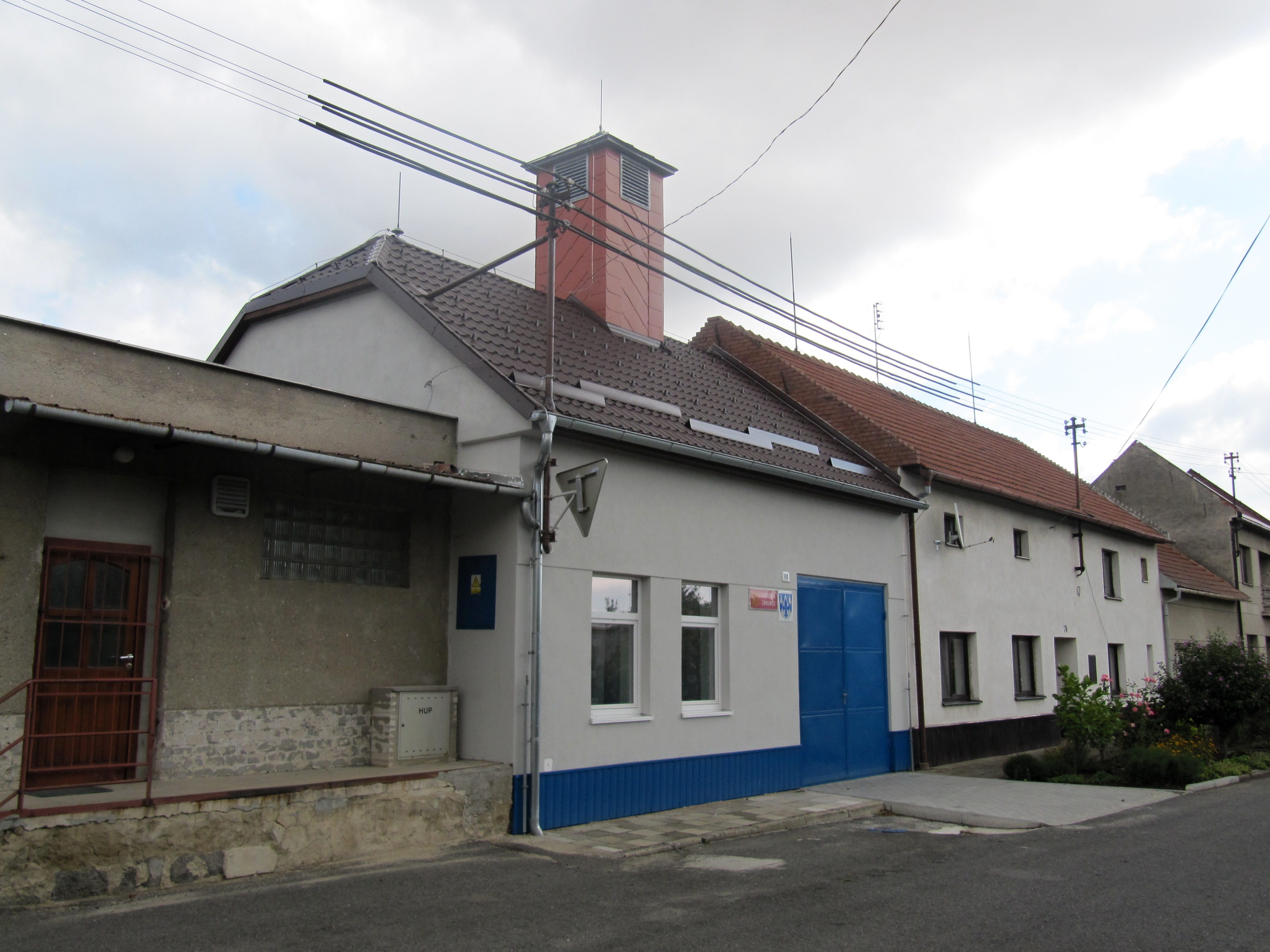
Hasičská zbrojnice

## Kultura
V šedesátých letech 20. století byl v obci postaven kulturní dům, kde se nachází knihovna s přístupem na internet, obecní úřad a v přízemí jsou prostory, které využívá lékař a kadeřnice. V sále kulturního domu se pořádají různé společenské akce (dětský karneval, posezení s důchodci, životní jubilea, svatby, pohřby apod.). V 70. letech bylo postaveno koupaliště, které již není v provozu. V jeho areálu obec v roce 2005 zbudovala víceúčelové hřiště s umělým povrchem určené pro nejrůznější sportovní aktivity jako malá kopaná, tenis, volejbal, nohejbal, házená.

## Doprava
Územím obce prochází dálnice D1 a silnice I/47 v úseku Vyškov - Kroměříž. Dále zde vede silnice III/43326 Stříbrnice - Měrovice nad Hanou.

## Rodáci
- Josef Vrana (1905–1987), biskup a apoštolský administrátor olomoucké arcidiecéze